# Międzynarodowy Konkurs Pianistyczny im. Ignacego Jana Paderewskiego
Międzynarodowy Konkurs Pianistyczny im. Ignacego Jana Paderewskiego – konkurs muzyczny, odbywający się co 3 lata w Bydgoszczy w klasie fortepianu o randze międzynarodowej (początkowo krajowej), w którym mogą brać udział pianiści w przedziale wieku 16–32 lata. Pierwszy Konkurs odbył się w 1961, a jego organizatorem jest Towarzystwo Muzyczne im. I.J. Paderewskiego w Bydgoszczy przy współudziale Akademii Muzycznej im. Feliksa Nowowiejskiego w Bydgoszczy oraz Filharmonii Pomorskiej. Celem Konkursu jest uczczenie pamięci wybitnego pianisty-wirtuoza, kompozytora, polityka i męża stanu, Ignacego Jana Paderewskiego oraz promocja utalentowanych młodych pianistów.

## Historia

### Ogólnopolski Konkurs Pianistyczny im. Ignacego Jana Paderewskiego
Pierwszy Ogólnopolski Konkurs Pianistyczny im. Ignacego Jana Paderewskiego zorganizowano w grudniu 1961 w Filharmonii Pomorskiej z inicjatywy dyrektora tej Filharmonii – Andrzeja Szwalbe oraz pianisty Henryka Sztompki (ucznia I.J. Paderewskiego). Konkurs był elementem obchodów w 1960 tzw. Roku Ignacego Jana Paderewskiego i jednocześnie stanowił formę uhonorowania patrona Filharmonii Pomorskiej. Do zmagań konkursowych zgłosiło się 23 pianistów z Warszawy, Krakowa, Poznania, Katowic, Łodzi i Sopotu. Program obejmował przede wszystkim muzykę polską XIX i XX wieku – od utworów Fryderyka Chopina przez Paderewskiego do Szymanowskiego. W Konkursie zwyciężył młody wówczas Jerzy Maksymiuk, obecnie jeden z wybitniejszych dyrygentów polskich. Kolejną edycję Konkursu zaplanowano na 1964, ale nie doszła ona do skutku z powodu śmierci Henryka Sztompki. Przez długie lata o imprezie zapomniano. Ideę jego reaktywacji podjęli w latach 80. pedagodzy bydgoskiej Akademii Muzycznej. Inspiracją do organizacji konkursu były dwie rocznice: 125-lecie urodzin mistrza Paderewskiego (1985) i 45-lecie jego śmierci (1986). W II edycji w 1986 brało udział 17 pianistów, w tym 5 cudzoziemców studiujących w Polsce. Jury przewodniczył prof. Zbigniew Śliwiński.
W tym samym roku, w którym odbył się II Konkurs, Bydgoskie Towarzystwo Muzyczne przyjęło za patrona Ignacego Jana Paderewskiego. Od tego momentu Towarzystwo poszerzyło działalność o różnorodne inicjatywy, które miały na celu przypomnienie i utrwalenie w społecznej świadomości postaci i twórczości wielkiego kompozytora, pianisty i patrioty. Z początkiem lat 90. XX w. podjęto działania w celu organizacji kolejnych edycji Konkursu Pianistycznego im. I.J. Paderewskiego pod egidą Towarzystwa. Uznano wkrótce, że formuła ogólnopolskiego konkursu pianistycznego hamuje jego dalszy rozwój. W związku z tym na wniosek Tadeusza Przecherki postanowiono imprezę umiędzynarodowić, co sugerowali także członkowie jury Regina Smendzianka i Jerzy Sulikowski.

### Międzynarodowy Konkurs Pianistyczny im. Ignacego Jana Paderewskiego
W wyniku kilkuletnich starań zarządu Bydgoskiego Towarzystwa Muzycznego w Ministerstwie Kultury i Sztuki, przyznano Towarzystwu rolę głównego organizatora Międzynarodowych Konkursów Pianistycznych im. I.J. Paderewskiego. Współorganizatorami imprezy zostali: Filharmonia Pomorska im. I.J. Paderewskiego i Akademia Muzyczna im. F. Nowowiejskiego w Bydgoszczy. W pracach organizacyjnych udzielali się m.in.: Regina Smendzianka, pianistka, doctor honoris causa Akademii Muzycznej im. F. Chopina w Warszawie, profesor i były rektor tej uczelni oraz dyrygent Jerzy Maksymiuk, który prowadził koncerty inauguracyjne kolejnych edycji konkursu. III Konkurs przeprowadzono w lutym 1994 pod honorowym patronatem Prezydenta RP Lecha Wałęsy, zaś nagrody regulaminowe ufundowała amerykańska Fundacja Centrum Paderewskiego (Barbara Piasecka Johnson).
Nad IV Międzynarodowym Konkursem Pianistycznym im. I.J. Paderewskiego patronat objął Prezydent RP – Aleksander Kwaśniewski. Dyrektorem Konkursu został redaktor Henryk Martenka, a przewodniczącym jury prof. Jerzy Sulikowski. W stosunku do poprzednich konkursów zgłosiło się o wiele więcej uczestników (ponad 40), z uwagi na międzynarodowy charakter imprezy i wysokość nagród. Zdecydowanie dominowali Polacy (około 20); ponadto przyjechały ekipy z: Japonii, Rosji, Ukrainy, Białorusi, Anglii, Estonii, Finlandii, Izraela, Jugosławii, Korei, Niemiec i USA.
Piąta edycja konkursu odbyła się w ramach ogólnopolskich obchodów Roku Paderewskiego (2001). V Międzynarodowy Konkurs Pianistyczny im. I.J. Paderewskiego zgromadził 33 uczestników z 8 państw, w tym 19 z Polski. W jury, pod przewodnictwem Jerzego Sulikowskiego, zasiadali m.in.: Wiktor Mierżanow, Bernard Ringeissen, Ewa Pobłocka i László Simon. Pulę nagród stanowiły: 40 tysięcy USD oraz fortepian cyfrowy (fundacja Reginy Smendzianki). Gościem honorowym był Clarence Paderewski, zamieszkały w San Diego w USA, członek bliskiej rodziny Paderewskich, dla którego Ignacy Jan był wujem.
W 2010 podczas 54. Walnego Zgromadzenia w Banff (Kanada), Międzynarodowy Konkurs Pianistyczny im. I.J. Paderewskiego w Bydgoszczy został przyjęty do Światowej Federacji Międzynarodowych Konkursów Muzycznych z siedzibą w Genewie. Jest to piąty polski konkurs muzyczny zrzeszony w Federacji.

## Charakterystyka
Regulamin Konkursu przewiduje kilka etapów, podczas których uczestnicy wykonują utwory Ignacego Jana Paderewskiego oraz innych kompozytorów. Wykonania ocenia jury, które składa się z wybitnych koncertujących artystów i pedagogów. Od 2007 Konkurs rozpoczyna się od przesłuchań preselekcyjnych w 8 miastach na świecie: Paryżu, Hanowerze, Shenzhen, Jokohamie, Seulu, Nowym Jorku, Petersburgu i Warszawie. Regulamin przewiduje przyznanie nagród głównych oraz nagród specjalnych – za najlepsze wykonanie utworów Ignacego Jana Paderewskiego i za najlepsze wykonanie koncertu z orkiestrą.

## Laureaci Konkursów
| Laureaci                                                            |      |                    |                    |                              |                                     |
| Ogólnopolski Konkurs Pianistyczny im. Ignacego Jana Paderewskiego   |      |                    |                    |                              |                                     |
| Edycja                                                              | Rok  | Data               | I miejsce          | II miejsce                   | III miejsce                         |
| I                                                                   | 1961 | 1–10 grudnia       | Jerzy Maksymiuk    | Maria Korecka                | Piotr Lachert                       |
| II                                                                  | 1986 | 16–26 października | Wojciech Kocyan    | Andrzej Janaszek             | Nie przyznano                       |
| Międzynarodowy Konkurs Pianistyczny im. Ignacego Jana Paderewskiego |      |                    |                    |                              |                                     |
| III                                                                 | 1994 | 5–13 lutego        | Nie przyznano      | Maciej Szyrner Piotr Lachert | Nie przyznano                       |
| IV                                                                  | 1998 | 3–14 listopada     | Tomomi Okumura     | Michael Schneider            | Katarzyna Borek                     |
| V                                                                   | 2001 | 6–17 listopada     | Štěpán Kos         | Aleksiej Komarow             | Barbora Sejáková                    |
| VI                                                                  | 2004 | 6–18 listopada     | Mariya Kim         | Esther Jung-A Park           | Marina Baranowa                     |
| VII                                                                 | 2007 | 4–18 listopada     | Nikita Mndojanc    | Julianna Awdiejewa           | Marianna Prjevalskaya               |
| VIII                                                                | 2010 | 7–21 listopada     | Eduard Kunc        | Kim Hyun-jung                | Siergiej Riedkin Michał Szymanowski |
| IX                                                                  | 2013 | 3–17 listopada     | Moon Zheeyoung     | Dinara Klinton               | Daiki Kato                          |
| X                                                                   | 2016 | 6–20 listopada     | Lee Hyuk           | Jakub Kuszlik                | Swietłana Andriejewa                |
| XI                                                                  | 2019 | 10–24 listopada    | Filip Łynow        | Kamil Pacholec               | Yasuko Furumi                       |
| XII                                                                 | 2022 | 6–20 listopada     | Mateusz Krzyżowski | Pedro López Salas            | Danyło Sajenko                      |